# بخش کلارک، شهرستان ایتکین، مینه سوتا
بخش کلارک (به انگلیسی: Clark Township) یک منطقهٔ مسکونی در ایالات متحده آمریکا است که در شهرستان ایتکین، مینه‌سوتا واقع شده‌است.
 بخش کلارک ۸۳٫۵ کیلومتر مربع مساحت و ۱۶۹ نفر جمعیت دارد و ۳۸۵ متر بالاتر از سطح دریا واقع شده‌است.